# Mario Gyr
Mario Gyr (født 2. maj 1985 i Luzern, Schweiz) er en schweizisk roer og olympisk guldvinder.
Gyr vandt en guldmedalje i letvægtsfirer ved OL 2016 i Rio de Janeiro, sidste gang denne disciplin var med på OL-programmet. Bådens øvrige besætning var Lucas Tramèr, Simon Niepmann og Simon Schürch. Schweizerne vandt finalen foran Danmark, der fik sølv, mens Frankrig tog bronzemedaljerne. Han var også med i båden ved OL 2012 i London, hvor schweizerne sluttede på femtepladsen.
Gyr vandt desuden en VM-guldmedalje i letvægtsfirer ved VM 2015 i Frankrig, samt en sølvmedalje i letvægtsdobbeltsculler ved VM 2013 i Sydkorea.

## OL-medaljer
- 2016:  Guld i letvægtsfirer